# Buster Lavere Harding
Lavere "Buster" Harding (Ontario, Canadà, 19 de març de 1912 – Nova York, USA, 14 de novembre de 1965) fou un pianista i arranjador de jazz estatunidenc nascut a al Canadà.
Estudià música a Cleveland, ciutat on passà la seva infància i aprengué a tocar el piano de forma autodidacta. A finals de la dècada de 1930, i després de l'experiència adquirida en els grups musicals de Marions Sears (1938), es traslladà a Nova York, on es convertí en arranjador i perfeccionà la tècnica pianística, actuant en la gran orquestra de Teddy Wilson. Harding, considerat un dels millors arranjadors d'aquella època, treballà com independent amb figures del jazz com Artie Shaw, Benny Goodman, Count Basie, Dizzy Gillespie, Glenn Miller, etc. En els últims anys de la seva trajectòria professional fou director musical i pianista de la cantant Billie Holliday.
Entre els seus arranjaments cal destacar: Rusty dusty blues (1942), Paradise squat (1952), Baby, get lost (per a B. Holliday, 1949) i Cool eyes (per a Gillespie, 1954).